# Sinupetraliella formidabilis
Sinupetraliella formidabilis är en mossdjursart som beskrevs av Moyano 2000. Sinupetraliella formidabilis ingår i släktet Sinupetraliella och familjen Petraliellidae. Inga underarter finns listade i Catalogue of Life.